# Эйлерт, Рулеман Фридрих
Рулеман Фридрих Эйлерт (нем. Rulemann Friedrich Eylert; 5 апреля 1770 года, Хамм — 3 февраля 1852 года, Потсдам) — немецкий богослов и епископ.
Изучал теологию в Университете Галле, по окончании которого получил учёную степень. С 1791 года был членом Corps Guestphalia Halle. В 1794 году стал преемником своего отца в качестве священника в Хамме.
С 1806 года состоял придворным проповедником (а также проповедником в гвардии и гарнизоне) в Потсдаме, позже был евангелическим епископом и членом государственного совета. Был доверенным и советником короля в религиозных и политических вопросах, имея на короля большое влияние: например, во время спора из-за «агенд», которому посвящено его сочинение «Ueber den Wert und die Wirkung der für die evang. Kirche in den königlich preuss. Staaten bestimmten Liturgie und Agende» (Потсдам, 1830), и в вопросе о введении евангелической унии, когда по приказу Фридриха Вильгельма он 27 сентября 1818 года призвал лютеран и кальвинистов к единству.
Вышел на пенсию в 1844 году.

## Труды
Его главные труды:
- «Charakterzüge und historische Fragmente aus dem Leben des Königs von Preussen, Friedrich Wilhelm III» (Магдебург, 1843—46, 1847);
- «Betrachtungen über die trostvollen Warheiten des Christentums bei der letzten Trennung von den Unserigen» (М., 1803; 5 изд., 1848);
- «Homilien über die Parabeln Jesu» (Галле, 1806; 2 изд., 1819);
- «Predigten über Bedürfnisse unsers Herzens und Verhältnisse unsers Lebens» (Г., 1813).